# Dimba
Editácio Vieira de Andrade, detto Dimba (Sobradinho, 30 dicembre 1973), è un ex calciatore brasiliano, di ruolo attaccante.

## Caratteristiche tecniche
Gioca come attaccante.

## Carriera

### Club
Iniziò a giocare con piccoli club del Distrito Federal, il Sobradinho e il Brasília. Dopo un anno al Gama tornò al Sobradinho diventando capocannoniere del Campionato Brasiliense nel 1996.
Nel 1997, Dimba fu acquistato dal Botafogo. Nella squadra di Rio de Janeiro rimaneva però spesso in panchina; comunque, subentrato nella finale del Campionato Carioca 1997 segnò la rete della vittoria, suo primo gol al Maracanã.
Fino al 1998 rimase un giocatore del Botafogo, venendo poi mandato in prestito all'América-MG. Dimba passò poi per Portuguesa, Bahia, Leça e tornò nel 2000 al Botafogo per fare da riserva.
Nel 2002, tornò al Gama di Brasilia, e successivamente passò al Goiás. Giocando con il club Dimba segnò molto, diventando capocannoniere del Campeonato Brasileiro Série A 2003 con 31 gol in 41 partite.
Trasferitosi in Arabia Saudita, all'Al-Ittihad tra il gennaio e il luglio 2004, tornò in Brasile per giocare nel Flamengo, ma segnò solo 14 gol in 37 partite e fu così venduto al São Caetano; il club retrocesse però in Série B. Dal 2007 al 2008 gioca nel Brasiliense.

## Palmarès

### Club
- Campionato Carioca: 1

Botafogo: 1997
- Taça Guanabara: 1

Botafogo: 1997
- Taça Rio: 1

Botafogo: 1997
- Campionato Baiano: 1

Bahia: 1999

### Individuale
- Capocannoniere del Campionato brasiliano: 1

2003 (31 gol)